# Cody Fry
Pour les articles homonymes, voir Fry.
Cody Fry, né le 10 juillet 1990, est un auteur-compositeur-interprète de pop orchestrale (en) et réalisateur artistique américain.

## Biographie
Cody Fry est le fils du compositeur pour orchestre Gary Fry. Il est diplômé du New Trier High School (en) en 2008, puis déménage à Nashville pour étudier le chant à l'⁣Université Belmont.
Fry est l'un des 48 candidats à la finale de la 14e saison d'⁣American Idol.
En 2021, sa chanson I Hear a Symphony devient virale sur TikTok. La même année, sa reprise d'⁣Eleanor Rigby est nommée pour un Grammy dans la catégorie « Meilleur arrangement, instrumental et vocal ».

## Discographie

### Albums
- 2012 : Audio:cinema
- 2014 : Keswick
- 2017 : Flying
- 2019 : Christmas Music
- 2021 : Pictures of Mountains
- 2022 : Symphony Sessions

### Singles
- 2016 : From The Cold
- 2018 : Vegas
- 2021 : Eleanor Rigby

### EP
- 2014 : Live Captured Recordings

## Récompenses et nominations
En 2022, Cody Fry obtient une nomination aux Grammy Awards dans la catégorie « Meilleur arrangement, instruments et voix » pour sa reprise orchestrale et vocale du morceau Eleanor Rigby des Beatles.